# Muscle grand pectoral

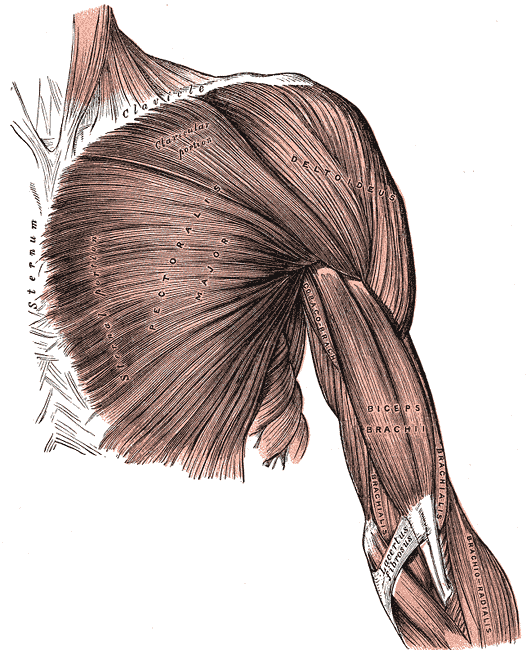
Dessin du muscle grand pectoral gauche noté Pectoralis major.

Le muscle grand pectoral est un muscle pair de la région antérieure du thorax et de la ceinture scapulaire. 

## Description
Le muscle grand pectoral est un des muscles le plus superficiel du thorax et le plus volumineux du membre thoracique. 
Le grand pectoral contribue à la paroi antérieure du creux axillaire, dans un plan superficiel.
Il est constitué de trois parties convergeant latéralement :
- une partie claviculaire,
- une partie sterno-costale,
- une partie abdominale.

Dans la littérature, il est parfois divisé en quatre  parties : une partie claviculaires une partie sternale supérieures une partie sternale inférieure et une partie abdominale.

## Origine
La partie claviculaire nait de la moitié médiale du bord antérieur de la  clavicule.
La partie sterno-costale nait d'une très grande moitié supérieure du sternum et les cartilages costaux de la 2e à la 6e côtes.
La partie abdominale nait de la gaine du muscle droit de l'abdomen.

## Trajet
Le muscle grand pectorale forme un ventre épais et triangulaire par la convergence des trois parties.
La partie claviculaire se dirige vers le bas et latéralement, la partie sterno-costale horizontalement et latéralement et la partie abdominale vers le haut et latéralement.
L'ensemble recouvre la partie antéro-supérieure du thorax et le muscle petit pectoral. 
Il laisse un petit espace triangulaire entre lui et le muscle deltoïde : le triangle clavi-pectoral.
Il participe avec les muscles petit pectoral et subclavier à la paroi antérieure de la fosse axillaire.

## Insertion
Les trois faisceaux se terminent en deux faisceaux qui forment deux lames tendineuses.
La lame antérieure est formée par les fibres claviculaires et la moitié supérieures des fibres sterno-costales.
La lame postérieure est formée par la moitié inférieure des fibres sterno-costales et les fibres abdominales.
La terminaison est tortionnée obliquement et vers le haut.
Les lames tendineuses s'insèrent à la face profonde du sillon intertuberculaire, et sur la partie antéro-latérale du grand tubercule de l'humérus.

## Innervation
Le muscle grand pectoral est innervé par les nerfs pectoraux latéral et médial, issus de l'anse des pectoraux (Racines C5, C6, (C7), C8 et Th1).
Les derniers travaux anatomiques[réf. souhaitée] ont montré que le muscle grand pectoral était innervé par trois branches nerveuses :
- une branche supérieure qui innerve le chef claviculaire,
- une branche moyenne qui innerve le chef sternal,
- une branche inférieure qui innerve le chef costal.

## Vascularisation
Le muscle grand pectoral est vascularisé par l'artère thoraco-acromiale et l'artère thoracique latérale.

## Action
Les actions du muscle grand pectoral sont les suivantes :
- il est principalement adducteur du bras au niveau de l'épaule,
- Il est aussi rotateur médial (anciennement : interne) de l'humérus,
- sa partie claviculaire aide à l'antépulsion (flexion) du bras ainsi qu'à l'adduction au-delà de la ligne médiane (ligne passant par l'axe du corps),
- sa partie sternale, avec les muscles grand dorsal et grand rond, étend l'humérus fléchi du côté du tronc lors de l'opposition d'une résistance,
- il est auxiliaire dans la respiration forcée (augmentation du volume thoracique)[réf. souhaitée].

## Musculation
Il est courant de développer le volume, ou la force, des pectoraux (comme de nombreux autres muscles : biceps, triceps, épaules, trapèzes…) à l'aide d'exercices de musculation, exemple le plus courant et le plus simple : les « pompes » (ou push-ups en anglais).
Un autre exercice employé couramment par les culturistes est le développé couché avec une barre. Dans cet exercice, qui est aussi un mouvement de la force athlétique, le grand pectoral intervient comme muscle moteur.

## Galerie

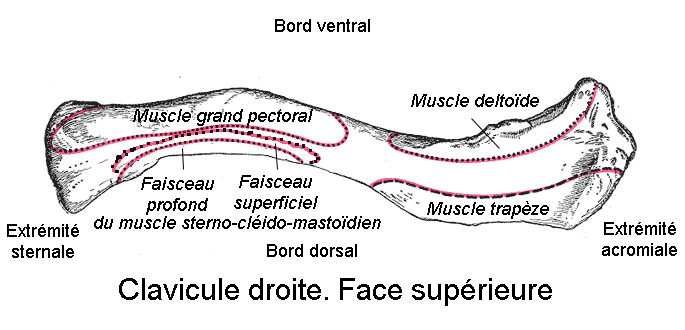
Insertion claviculaire du muscle grand pectoral (face supérieure)
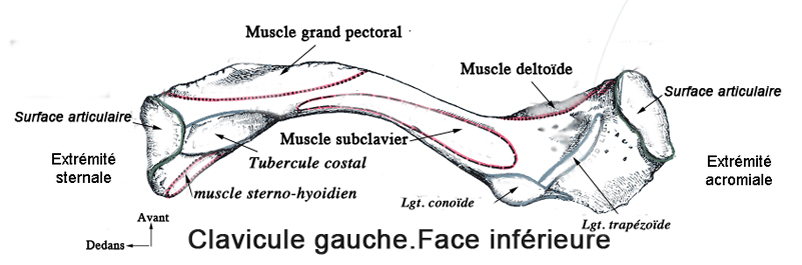
Insertion claviculaire du muscle grand pectoral (face inférieure).
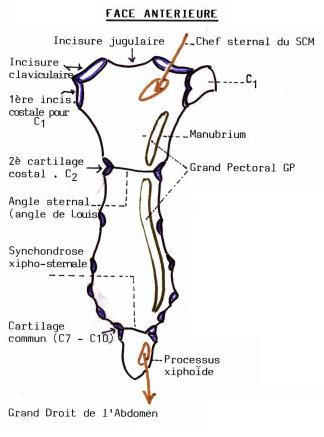
Insertion sternale du muscle grand pectoral
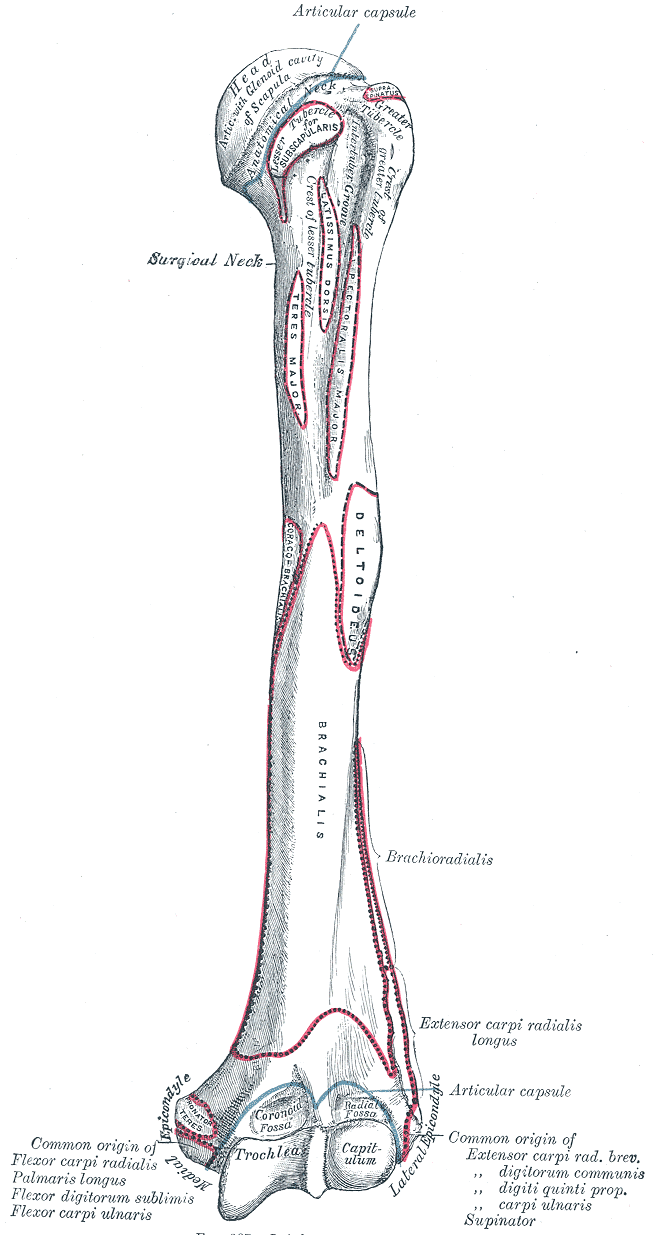
Insertion humérale du muscle grand pectoral (pectoral major)